# ヴァーツラフ・ニジンスキー

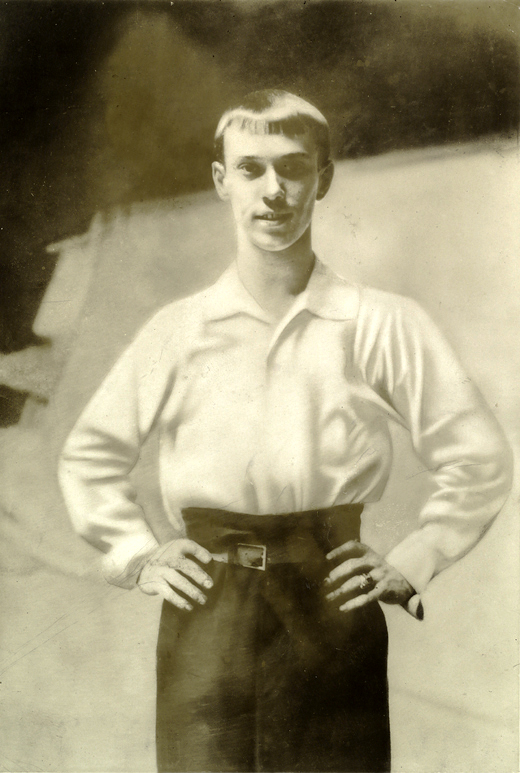
サンクトペテルブルク郊外、クラスノエ・セロ(ru)にて（1907年）

ヴァーツラフ・フォミーチ・ニジーンスキー （露: Ва́цлав Фоми́ч Нижи́нский, 波: Wacław Niżyński, 英: Vaslav Fomich Nijinsky, 1890年3月12日 - 1950年4月8日） は、ロシア帝国キエフ出身のバレエダンサー・振付師。バレエダンサー・振付家のブロニスラヴァ・ニジンスカは妹。

## 経歴

### 生い立ち
1890年3月12日 、旅回りのダンサーだった両親がロシア帝国キエフ（現在はウクライナ）に滞在中、生まれる。
両親共にポーランド人で、ニジンスキー自身ワルシャワでカトリックの洗礼を受けたポーランド人でもあったが、ポーランド語は苦手で、母語をロシア語とするロシア人の自認も持っていた。
3人兄弟の真ん中で、幼い頃は非常に活発で多動気味だった。兄のスタニスラフも多動の傾向があり、若年のうちに精神疾患を発症、精神病院に入院したまま第一次世界大戦のさなか自殺。妹のブロニスラヴァは兄ヴァーツラフを追いバレエダンサーとなり、後にバレエ・リュス（ロシア・バレエ団）における唯一の女性振付師として活躍。母親は厳格ながらも愛情深い女性だったが、父親は愛人と出奔。

### バレエダンサーとして

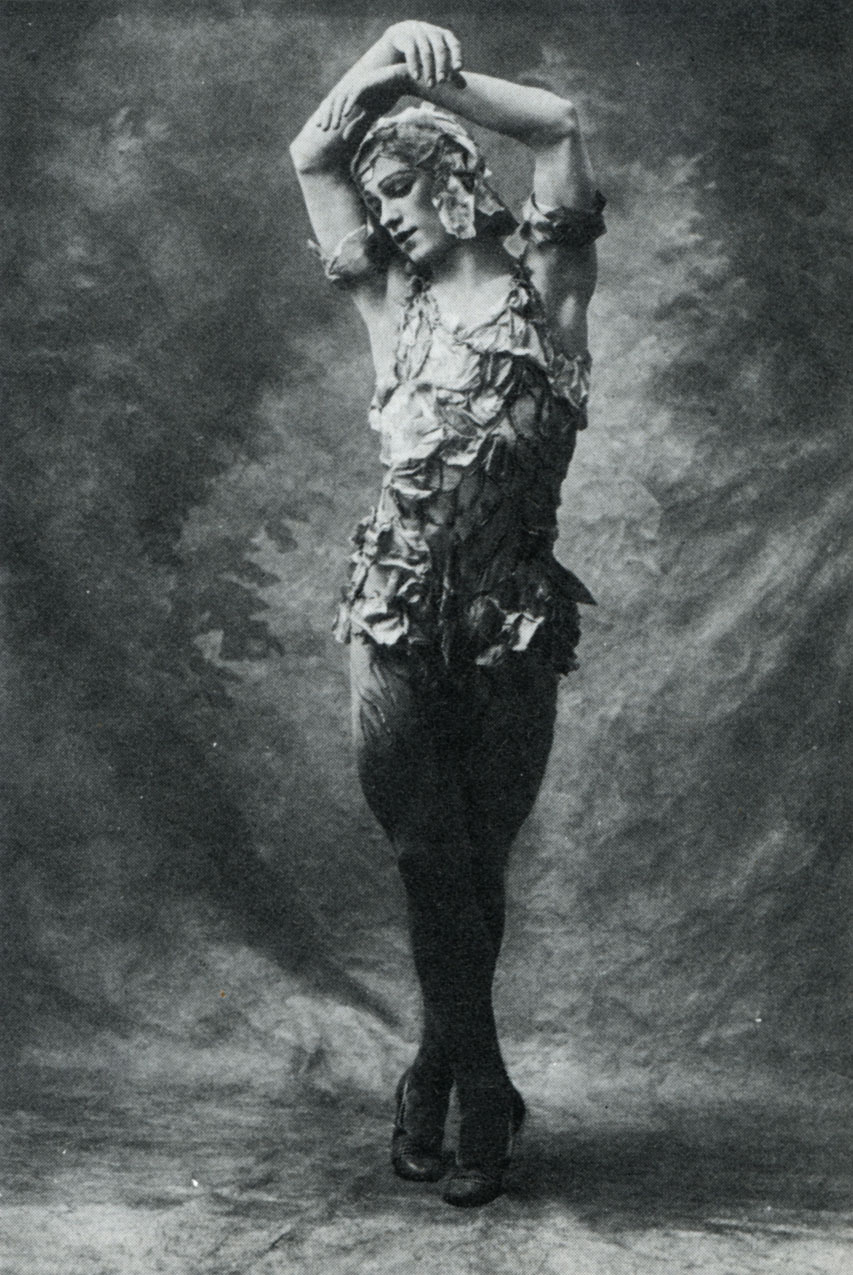
『薔薇の精』（1911年）

1898年、9歳で当時の首都サンクトペテルブルク、ロシア帝室マリインスキー劇場附属舞踊学校に入学。エンリコ・チェケッティらに師事し、卒業後はマリインスキー劇場の主役に抜擢された。
その頃出会った天才興行師セルゲイ・ディアギレフはニジンスキーの人生を大きく飛躍させた。当時の帝室舞踊学校生は男女を問わずパトロンに支援されるのが一般的で、ニジンスキーとディアギレフの出会いもその一つだった。二人は公私に渡り深い親交を結び、ニジンスキーの人生にディアギレフが深く関与するようになった。
1909年、ニジンスキーがマリインスキー劇場を離れると、ディアギレフはバレリーナのアンナ・パヴロワ、振付師のミハイル・フォーキンらも連れ、パリでバレエ・リュスを旗揚げした。公演は各地で大成功を収め、ヨーロッパの芸術界でディアギレフの名は不動のものとなった。その後ニジンスキーはマリインスキー劇場に復帰したが、1911年に劇場との間にトラブルを起こし解雇、再びバレエ・リュスに戻った。バレエ・リュスではフォーキン振付けの『薔薇の精』『ペトルーシュカ』（イーゴリ・ストラヴィンスキー作曲）に主演。特に『薔薇の精』では空を飛ぶような高い跳躍を見せ観衆を驚かせた。

### 振付師として・ディアギレフとの別れ
その後、ニジンスキーはディアギレフのサポートによって3つのバレエ作品を振り付けた。ドビュッシーの管弦楽曲｢牧神の午後への前奏曲｣による『牧神の午後』（1912年）、ドビュッシーが書き下ろした『遊戯』（1913年）、リヒャルト・シュトラウスの交響詩による『ティル・オイレンシュピーゲル』（1916年）である。しかし『牧神の午後』の振付けはあまりに性的だったため批評家から不評を買い、ディアギレフすらニジンスキーの振付けの才能を疑問視し始めた。そんな中でニジンスキーが振り付けをしたのがストラヴィンスキー作曲の『春の祭典』（1913年）だった。ニジンスキーはこの作品で、19世紀のクラシック・バレエでは考えられなかった、脚を内股にし頭を曲げるという振付けを行った。まさに20世紀バレエの幕開けであった。
1913年、バレエ・リュス南米公演が開催。かつて占い師に『水の上で死ぬ』と予言されたディアギレフは海を恐れツアー帯同しなかった。この航海の途中でニジンスキーは自身の大ファンで、バレエ・リュスに押しかけて団員にまでなったハンガリー貴族の令嬢ロモラ・デ・プルスキに求婚。ニジンスキーがブエノスアイレスでロモラと結婚したとの報せを受けたディアギレフは激怒し、二人を解雇してしまう。
1914年、解雇されたニジンスキーは新たにバレエ団を旗揚げするも失敗。心労からうつ状態になったり、錯乱し、他人に殴り掛かるなど奇行が見られるようになった。同年に第一次世界大戦が勃発すると、妻の出身であるハンガリーに滞在していたニジンスキーは、ロシア人であることを理由に捕虜として自宅に拘留される。この間、独自の方法で『牧神の午後』の舞踏譜を作成。

### 発狂
1916年、バレエ・リュス北米公演のためディアギレフから呼び戻され『ティル・オイレンシュピーゲル』を振付ける。だがここでもニジンスキーは病的な癇癪を起こしたり、仲間たちを恐れ部屋に閉じこもるようになっていた。
1919年1月19日、静養先のスイス サンモリッツのホテル、スヴレッタハウス（Suvretta House）のホールで、自ら“神との結婚”と名付けた公演を最後に神経衰弱に陥る。『ニジンスキーの手記』として知られる日記はこの公演の直後から精神病院に入院するまでの6週間の間に執筆されたものである。3月5日、精神科医オイゲン・ブロイラーの診察を受け統合失調症と診断される。

### その後のニジンスキー

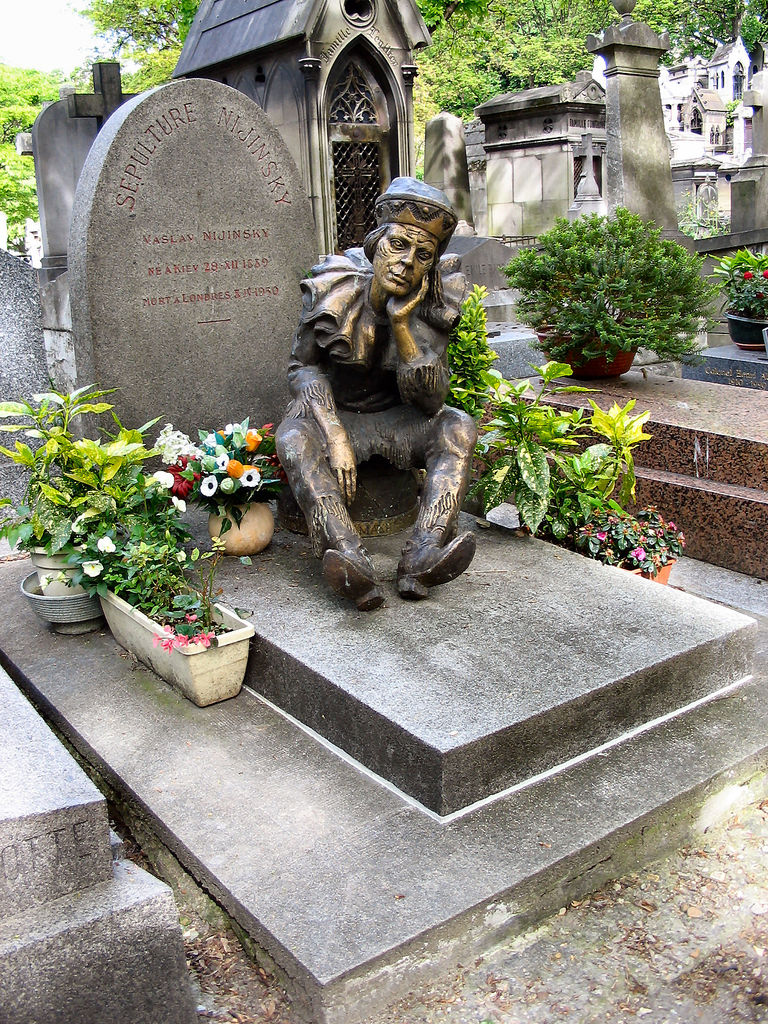
パリのモンマルトル墓地にあるニジンスキーの墓。

ニジンスキーの後半生は精神病院をたらい回しにされ、危険なため現在は行われないインスリン・ショック療法を受けるという悲劇的なものであった。妻ロモラは精神科医の助言を無視するなど判断ミスも犯したが、高価な治療で私財を使い果たすなど夫を支え続けた。しかしニジンスキーはついにバレエの世界に戻ることはなかった。
第二次世界大戦中はロモラの実家のあるブダペストで入院生活を送る。1945年3月、ドイツ軍に『精神病患者を24時間以内に処刑するように』との命令が下り、ニジンスキーもあわや処刑されそうになる。その後、ドイツ軍に代わってやって来たソ連兵は祖国の大スターがいることに驚愕。ニジンスキーは精神病を発症した後はほとんど言葉を発しなかったが、若いソ連兵とは母語であるロシア語で会話し、病から来る攻撃性はなりを潜め、穏やかになった。その様子を見たロモラは、夫をロシアに戻さなかったことを深く後悔するようになった。
1947年、ロンドンに転居。
1950年4月8日、ロンドンの病院で死去。当初ロンドンに埋葬されたが、1953年にパリ モンマルトル墓地に改葬。

### その他
ニジンスキーは驚異的な脚力による『まるで空中で静止したような』跳躍、中性的な身のこなしなどにより伝説となった。バレエ中の映像が一つも残されていないことも伝説化に一役買っていると言われる。
振付けは多くは失われていたが、舞踏歴史家で振付師のミリセント・ホドソン（Millicent Hodson）、ケネス・アーチャー（Kenneth Archer）夫妻によって、『春の祭典』『遊戯』が復元されている。1988年にはニジンスキーの記した『牧神の午後』の舞踊譜をアン・ハッチンソン・ゲスト（Ann Hutchinson Guest）が解読。

## 日本語文献
- 『ニジンスキーの手記　肉体と神』 市川雅訳、現代思潮社、初版1971年、新版1990年ほか
- 別訳版『ニジンスキーの手記 完全版』 鈴木晶訳、新書館、1998年 ISBN 4403230571
- ロモラ・ニジンスキー『その後のニジンスキー』 市川雅訳、現代思潮社、1977年 ISBN 978-4329000682
  - 『神との結婚』 三田正道訳、「世界ノンフィクション全集27」所収、筑摩書房、1962年。抜粋の別訳版
- G.ウイットウォース『ニジンスキーの芸術』 馬場二郎訳、現代思潮社、1977年
- 『ニジンスキー頌』 市川雅編、新書館、1990年
- 鈴木晶『ニジンスキー 神の道化』 新書館、1998年
- 鈴木晶『ニジンスキー 踊る神と呼ばれた男』 みすず書房、2023年 ISBN 978-4622096214